# Schum EuroShop

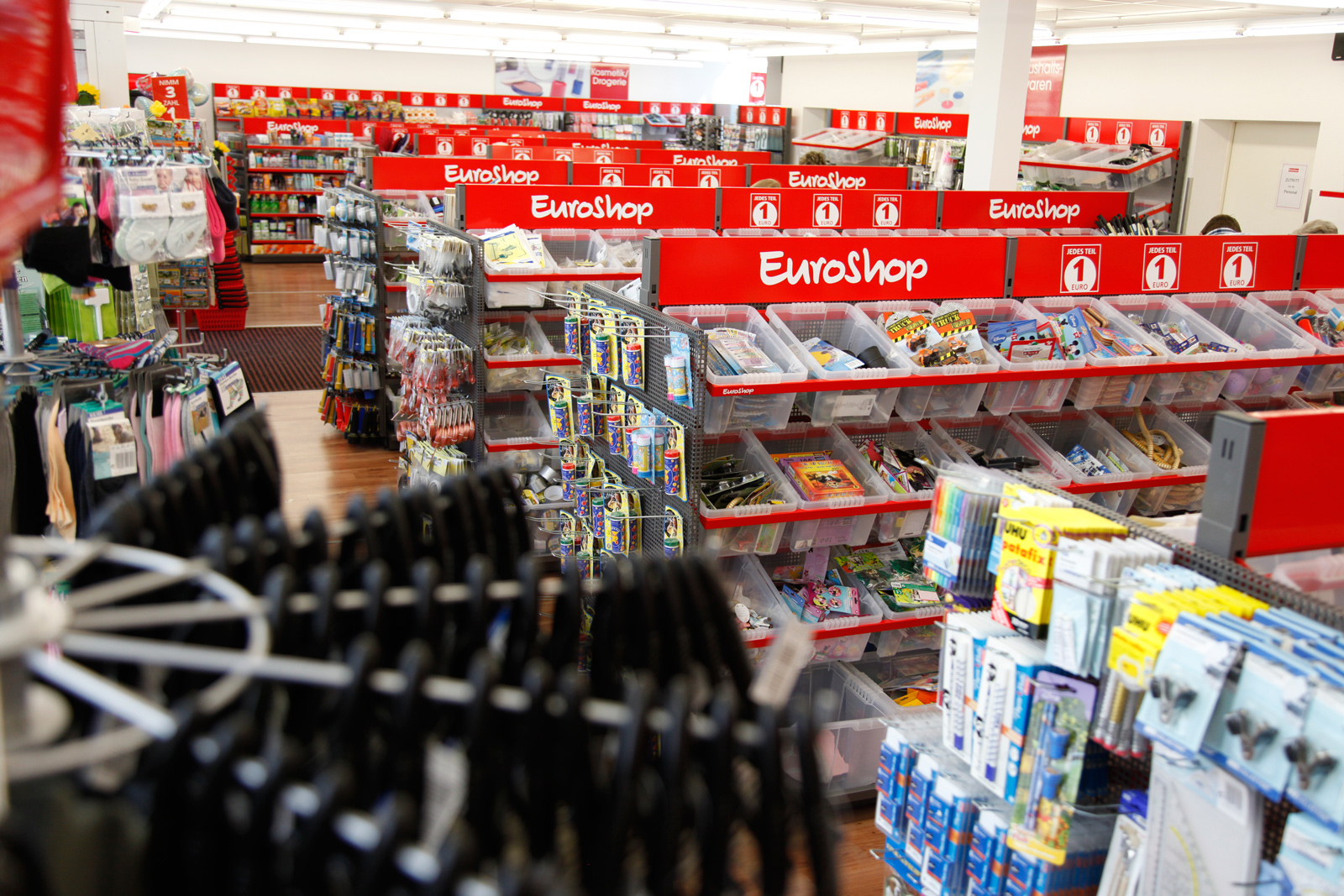
Inrichting van een EuroShop-filiaal

Schum EuroShop GmbH & Co. KG is een 1-Euro-Discounter met meer dan 250 filialen in Duitsland. Kenmerken is dat gehele assortiment verkocht wordt tegen de eenheidsprijs van 1 Euro (inclusief de btw). Het assortiment bestaat vooral uit non-foodproducten voor dagelijks gebruik. De Euroshop was de pionier onder de winkels die alles tegen een vaste prijs van 1 Euro verkochten.

## Historie
De moederonderneming J. E. Schum GmbH & Co. KG werd in 1877  opgericht door Johann Eugen Schum en is in familiebezit. De onderrneming komt voort uit een kleine ijzerwarenwinkel in het Frankense Würzburg.
Door de Duitse economische ontwikkeling in de jaren '50 en '60 van de twintigste eeuw lukte het de onderneming om naast de sterk gegroeide winkelactiviteiten in Würzburg ook in een groter gebied als groothandel te opereren. Sinds de jaren '90 en het winnen van internationaal bedrijven als klant, ligt de nadruk van J. E. Schum GmbH & Co. KG op de grothandelsactiviteiten.
Vanaf 1991 begon het intussen tot 1400 medewerkers uitgegroeide bedrijf om eigen winkelfilialen onder de naam „Knüllerkiste“ te openen, die na de invoering van de Euro in 2004 werden hernoemde tot EuroShop. Als pionier van de "1-Euroshops“ in Duitsland concentreerde de onderneming zich op de uitbouw van zijn filialennetwerk. In 2014 werd het 200e filiaal geopend aan de Teltower Damm in Berlijn. Met meer dan 1.000 medewerkers breidt de dochteronderneming van J.E. Schum GmbH & Co. KG het concept verder uit met filialen in steden vanaf 30.000 inwoners met een winkeloppervlakte van 130 tot 300 m².

## Assortiment
Het totale assortiment wordt centraal bepaald en in de filialen voor de prijs van 1 Euro aangeboden. Naast het vast verkrijgbare standaardassortiment biedt men actie-artikelen rondom bepaalde thema's, zoals Pasen, Kerst, de schoolstart, barbecue, enz. De meeste artikelen komen net als bij de concurrentie uit de lagelonenlanden. Daardoor en door het inkoop van grote hoeveelheden kunnen de prijzen tot een minimum beperkt blijven. Een kleinere rol is weggelegd voor de restpartijen. Daarnaast worden er trucs uitgehaald en met kleine verpakkingseenheden gewerkt.

## Succes
Samen met de concurrenten, marktleider TEDi en Mäc-Geiz domineert Schum EuroShop de snelgroeiende markt van één-Eurowinkels. In acht jaar, vanaf de naamswijziging in 2004, groeide het bedrijf uit tot een filialennetwerk in heel Duitsland. In de komende jaren wil men verder expanderen zodat heel Duitsland afgedekt is met filialen van de Euroshop.

## Weblinks
- Officiële website van EuroShop
- Officiële website van Schum